# Камка мала
Камка мала (Zostera noltii) — вид трав'янистих рослин родини камкові (Zosteraceae), поширений на узбережжях Європи, Північної Африки й Західної Азії.

## Опис
Багаторічна рослина 30–80 см завдовжки. Листки з 1–3 жилками, на верхівці зазубрені. Ніжка суцвіття в пазусі листка не потовщена. Плід гладкий, зеленувато-коричневий.

## Поширення
Населяє неглибокі прибережні води в північно-західній Європі, Середземному морі, Чорному морі, Каспійському й Аральському морях, а також островах в Атлантиці біля узбережжя північно-західної Африки.
В Україні зростає біля узбережжя Чорного й Азовського морів, на Сиваші, рідше, ніж камка морська (Zostera marina). Входить до переліків видів, які перебувають під загрозою зникнення на територіях Одеської області й АРК.

## Галерея

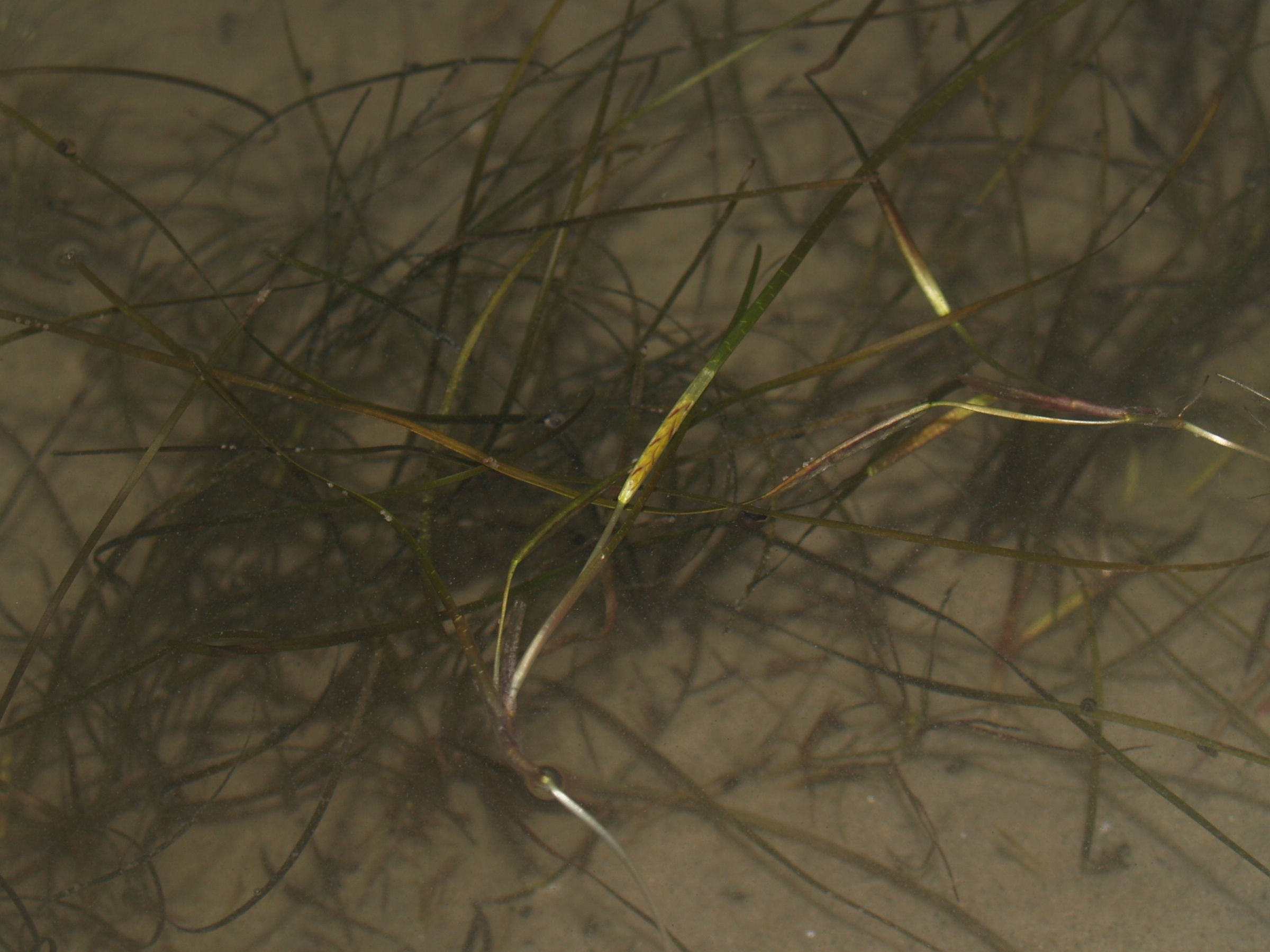
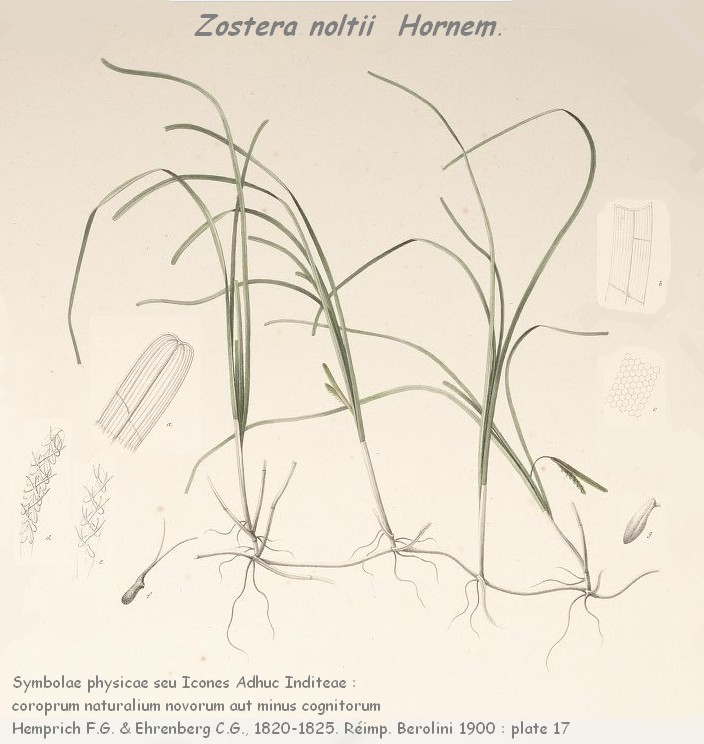